# Abderrahman Ibrir
Abderrahman Ibrir, auch in der Schreibweise Abderrahmane Ibrir (arabisch عبد الرحمان إبرير, DMG ʿAbd ar-Raḥmān Ibrīr; * 10. November 1919 in Dellys, Kabylei; † 18. Februar 1988 in Sidi-Fredj, Algerien), war ein algerisch-französischer Fußballspieler, der nach seiner aktiven Zeit kurzfristig auch als Nationaltrainer arbeitete.

## Vereinskarriere
Ibrir begann mit dem Fußballspielen im damals zu Frankreich gehörenden Algerien bei SCU El Biar und AST Algier als Mittelläufer. Kurz bevor er als 28-Jähriger nach Festlandsfrankreich kam, hatte er Geschmack an der Rolle des Torhüters gefunden. Auf dieser Position entwickelte er sich zu einem Spieler, der für seine genauen Abstöße und die sehr weiten Abwürfe gerühmt wurde; er spielte sachlich, ruhig und besaß ein gutes Auge für die jeweilige Situation. In der Saison 1947/48 stand er beim Zweitdivisionär Girondins AS du Port unter Vertrag, der als Ligafünfter zwar den Aufstieg verpasste, im Landespokal aber ohne einen einzigen Gegentreffer – auch nicht gegen den klassenhöheren RC Lens – bis ins Viertelfinale vorstieß. Dort bedeutete das einzige Tor, das Ibrir in diesem Wettbewerb kassierte, dann gegen SR Colmar das Aus für Bordeaux. Ab 1948 hütete er das Tor beim Erstligisten FC Toulouse. Seine erste dortige Saison schloss der „Téfécé“ – so die in Frankreich geläufige Kurzform des Klubs – auf dem neunten Tabellenrang ab. 1949/50 war Ibrirs erfolgreichste Spielzeit: in der Meisterschaft landete er mit seiner Elf auf Platz 4, hatte dabei die zweitwenigsten Gegentreffer zugelassen und wurde zum Nationalspieler (siehe unten).
Als der Téfécé 1951 überraschend absteigen musste, wechselte Abderrahman Ibrir zu Olympique Marseille. Die Elf von Trainer Henri Roessler besaß mit Gunnar Andersson zwar auch einen überragenden Torjäger, insgesamt aber nicht genug Qualität, so dass sie im Sommer in die Barrages gegen den Zweitligisten US Valenciennes musste, um die Klasse zu erhalten. Nach einem Auswärts-1:3 war es besonders das Duo Ibrir/Andersson, das den Südfranzosen durch ein 4:0 im Rückspiel die weitere Ligazugehörigkeit sicherte. Die folgende Saison schloss Olympique als Tabellensechster ab. Im Sommer 1953 verletzte sich Ibrir derart schwer, dass er die Spielzeit 1953/54 nur noch von der Reservebank aus verfolgen konnte. Dadurch verpasste er auch einen Einsatz im Pokalendspiel, in dem Marseille OGC Nizza 1:2 unterlag. Anschließend beendete er seine Profikarriere und kehrte nach Toulouse zurück.
Er war bereits 40, als er doch noch einmal für eine Fußballmannschaft antrat: 1959 oder 1960 bestritt er einige Begegnungen im Tor der Fußballauswahl des FLN. Diese während des Algerienkriegs im Wesentlichen aus ehemaligen Berufsfußballern gegründete inoffizielle Nationalmannschaft seines Geburtslandes trug zwischen 1958 und 1962 etwa 80 Spiele in Afrika, Europa und Asien aus, um für die Unabhängigkeit der französischen Kolonie zu werben. Nachdem diese erreicht und der algerische Fußballverband gegründet worden war, trainierte Abderrahman Ibrir von 1964 bis 1965 die Nationalelf Algeriens.

### Stationen
- Sporting Club Union d’El Biar
- AST Algier (bis 1947)
- Girondins Association Sportive du Port de Bordeaux (1947/48, in D2)
- Toulouse Football Club (1948–1951)
- Olympique de Marseille (1951–1954)

## In der Nationalmannschaft
Zwischen Oktober 1949 und November 1950 hütete Abderrahman Ibrir in sechs Länderspielen das Tor der französischen A-Nationalmannschaft. Weil der Vorsitzende des Verbandsauswahlkomitees, Paul Nicolas, mit Stammtorwart Julien Darui über Kreuz lag und auch dessen Stellvertreter René Vignal zuvor nicht überzeugt hatte, erhielt Ibrir das Vertrauen der Funktionäre. Die Bedeutung seiner ersten beiden Einsätze war hoch: es handelte sich um zwei Qualifikationsspiele zur Weltmeisterschaft in Brasilien gegen Jugoslawien. Beide Begegnungen endeten 1:1; auch bei der daraufhin erforderlichen Entscheidungspartie in Florenz stand es nach 90 Minuten unentschieden. Kurz vor Ende der Verlängerung gab Jugoslawiens Stürmer Željko Čajkovski einen Schuss aus „unmöglichem Winkel“ ab, der – unerreichbar für den Torhüter – noch abgefälscht wurde und den 2:3-Endstand bedeutete. Über diesen Treffer äußerte Frankreichs Nummer 1 anschließend: „Wenn Čajkovski diesen Schuss hundertmal wiederholen würde, würde er ihn hundertmal nicht verwandeln“. Nach zwei weiteren Länderspielen endete Ibrirs internationale Karriere für Frankreich.

## Palmarès
- 6 A-Länderspiele für Frankreich
- 130 Spiele in der Division 1, davon 99 für Toulouse, 31 für Marseille[10]